# Grande Prêmio do Canadá de 1996
Resultados do Grande Prêmio do Canadá de Fórmula 1 realizado em Montreal em 16 de junho de 1996. Oitava etapa da temporada, teve como vencedor o britânico Damon Hill, que subiu ao pódio junto a Jacques Villeneuve numa dobradinha da Williams-Renault, com Jean Alesi em terceiro pela Benetton-Renault.

## Resumo da corrida

### Bastidores
Tonificado por uma vitória maiúscula na Espanha há duas semanas, Michael Schumacher nutria boas expectativas quanto a disputar o Grande Prêmio do Canadá pela Ferrari: "Diria que temos tudo para nos dar bem aqui", sentenciou ele diante de um retrospecto que inclui uma vitória no país em 1994 ao volante de uma Benetton impondo a Damon Hill uma diferença de quarenta segundos embora a Williams fosse o melhor carro do gid já naquela época. No sentido inverso ao entusiasmo dos rivais, o time de Frank Williams vive uma situação incômoda, pois embora lidere o campeonato mundial, Damon Hill está há duas provas sem marcar pontos.
Toda essa discussão, mesmo interessante, não se comparava ao furor provocado por Jacques Villeneuve em sua primeira corrida de Fórmula 1 em seu país, ou mais exatamente no circuito batizado em honra ao seu pai e onde Gilles Villeneuve conquistou a primeira vitória de um piloto canadense na categoria máxima do automobilismo em 1978, ano que a pista de Montreal estreou como substituta de Mosport Park e Mont-Tremblant. Bancar o centro das atenções, embora pareça óbvio, nem sempre deixou Jacques Villeneuve à vontade.

### Treinos oficiais
Nos treinos livres de sexta-feira a Benetton marcou o melhor tempo com Jean Alesi e pôs Gerhard Berger em segundo com Michael Schumacher e Damon Hill vindo a seguir. Menos sorte teve Jacques Villeneuve que terminou em oitavo culpando o asfalto escorregadio e com a missão de "reaprender" o traçado, pois sua vitória pela Fórmula Atlantic em Montreal em 1993 sobreveio em outras circunstâncias. Sábado a ordem das coisas se alterou e as duas Benetton colidiram contra a barreira de pneus impedindo a repetição do acontecido na sexta. Para a torcida local veio a frustração quando Villeneuve foi superado por Hill e ficou sem a pole ao final da sessão por apenas vinte milésimos de segundo.
Quando foi campeão da Fórmula Indy pela Forsythe-Green em 1995, Jacques Villeneuve fez a pole em Toronto e Vancouver. Quanto aos resultados de corrida pontuou apenas em Toronto onde conquistou o terceiro lugar.

### Corrida
As emoções reservadas para o domingo começaram na volta de apresentação quando a Ferrari de Michael Schumacher apagou e o alemão foi obrigado a largar em último lugar. Quando as luzes vermelhas apagaram, Damon Hill saiu à frente de Jacques Villeneuve frustrando o ataque de seu companheiro de equipe logo na primeira curva num golpe bem aplicado e graças a ele o britânico estabeleceu sucessivas voltas mais rápidas enquanto Villeneuve demorou algum tempo para se distanciar de Jean Alesi. A situação diversa das Williams na corrida levou Hill aos boxes na vigésima oitava volta e Villeneuve na trigésima sexta, intervalo no qual o canadense liderou a prova.
Damon Hill era perseguido por Jacques Villeneuve e um lance incomum deu ao inglês o fôlego necessário para manter a liderança após sua segunda ida aos boxes quando sua vantagem era de trinta segundos: quando estava pronto para ultrapassar o retardatário Johnny Herbert, Villeneuve postergou a manobra ao ver uma bandeira amarela acionada por causa da Forti de Luca Badoer que estava parada no asfalto por defeito no câmbio e esse ingrediente assegurou a Damon Hill mais de dez segundos de vantagem ao voltar de sua derradeira visita aos boxes, margem reduzida paulatinamente por Villeneuve que cruzou a linha de chegada a cerca de quatro segundos de Damon Hill.
Damon Hill é o primeiro britânico a vencer em Montreal desde Nigel Mansell em 1986, coincidentemente pela Williams. Jacques Villeneuve obteve o segundo lugar e Jean Alesi foi o terceiro repetindo o pódio da Argentina. Na tabela de classificação Damon Hill recuperou os vinte e um pontos de vantagem que possuía sobre Jacques Villeneuve em San Marino e Mônaco. Caso tal diferença não se altere, o título estará decidido na Itália em 8 de setembro.
O último troféu conquistado por um canadense em seu país viera em 1981 quando Gilles Villeneuve levou sua Ferrari ao terceiro lugar.
Martin Brundle completou 150 corridas na Fórmula 1.

## Classificação da prova

### Treino oficial
| 1                         | 5  | Damon Hill            | Williams-Renault   | 1:21.059 |         |
| 2                         | 6  | Jacques Villeneuve    | Williams-Renault   | 1:21.079 | + 0.020 |
| 3                         | 1  | Michael Schumacher    | Ferrari            | 1:21.198 | + 0.139 |
| 4                         | 3  | Jean Alesi            | Benetton-Renault   | 1:21.529 | + 0.470 |
| 5                         | 2  | Eddie Irvine          | Ferrari            | 1:21.657 | + 0.598 |
| 6                         | 7  | Mika Häkkinen         | McLaren-Mercedes   | 1:21.807 | + 0.748 |
| 7                         | 4  | Gerhard Berger        | Benetton-Renault   | 1:21.926 | + 0.867 |
| 8                         | 11 | Rubens Barrichello    | Jordan-Peugeot     | 1:21.982 | + 0.923 |
| 9                         | 12 | Martin Brundle        | Jordan-Peugeot     | 1:22.321 | + 1.262 |
| 10                        | 8  | David Coulthard       | McLaren-Mercedes   | 1:22.332 | + 1.273 |
| 11                        | 9  | Olivier Panis         | Ligier-Mugen/Honda | 1:22.481 | + 1.422 |
| 12                        | 15 | Heinz-Harald Frentzen | Sauber-Ford        | 1:22.875 | + 1.816 |
| 13                        | 17 | Jos Verstappen        | Footwork-Hart      | 1:23.067 | + 2.008 |
| 14                        | 19 | Mika Salo             | Tyrrell-Yamaha     | 1:23.118 | + 2.059 |
| 15                        | 14 | Johnny Herbert        | Sauber-Ford        | 1:23.201 | + 2.142 |
| 16                        | 21 | Giancarlo Fisichella  | Minardi-Ford       | 1:23.519 | + 2.460 |
| 17                        | 18 | Ukyo Katayama         | Tyrrell-Yamaha     | 1:23.599 | + 2.540 |
| 18                        | 10 | Pedro Paulo Diniz     | Ligier-Mugen/Honda | 1:23.959 | + 2.900 |
| 19                        | 20 | Pedro Lamy            | Minardi-Ford       | 1:24.262 | + 3.203 |
| 20                        | 22 | Luca Badoer           | Forti-Ford         | 1:25.012 | + 3.953 |
| 21                        | 16 | Ricardo Rosset        | Footwork-Hart      | 1:25.193 | + 4.134 |
| 22                        | 23 | Andrea Montermini     | Forti-Ford         | 1:26.109 | + 5.050 |
| Limite dos 107%: 1:26.733 |    |                       |                    |          |         |
| Fonte:                    |    |                       |                    |          |         |

### Corrida
| Pos.   | Nº | Piloto                | Construtor         | Voltas | Tempo/Diferença | Grid | Pontos |
| ------ | -- | --------------------- | ------------------ | ------ | --------------- | ---- | ------ |
| 1      | 5  | Damon Hill            | Williams-Renault   | 69     | 1:36:03.465     | 1    | 10     |
| 2      | 6  | Jacques Villeneuve    | Williams-Renault   | 69     | + 4.183         | 2    | 6      |
| 3      | 3  | Jean Alesi            | Benetton-Renault   | 69     | + 54.656        | 4    | 4      |
| 4      | 8  | David Coulthard       | McLaren-Mercedes   | 69     | + 1:03.673      | 10   | 3      |
| 5      | 7  | Mika Häkkinen         | McLaren-Mercedes   | 68     | + 1 volta       | 6    | 2      |
| 6      | 12 | Martin Brundle        | Jordan-Peugeot     | 68     | + 1 volta       | 9    | 1      |
| 7      | 14 | Johnny Herbert        | Sauber-Ford        | 68     | + 1 volta       | 15   |        |
| 8      | 21 | Giancarlo Fisichella  | Minardi-Ford       | 67     | + 2 voltas      | 16   |        |
| Ret    | 20 | Pedro Lamy            | Minardi-Ford       | 44     | Colisão         | 19   |        |
| Ret    | 22 | Luca Badoer           | Forti-Ford         | 44     | Câmbio          | 20   |        |
| Ret    | 4  | Gerhard Berger        | Benetton-Renault   | 42     | Spun off        | 7    |        |
| Ret    | 1  | Michael Schumacher    | Ferrari            | 41     | Semieixo        | 3    |        |
| Ret    | 9  | Olivier Panis         | Ligier-Mugen/Honda | 39     | Motor           | 11   |        |
| Ret    | 19 | Mika Salo             | Tyrrell-Yamaha     | 39     | Motor           | 14   |        |
| Ret    | 10 | Pedro Paulo Diniz     | Ligier-Mugen/Honda | 38     | Motor           | 18   |        |
| Ret    | 11 | Rubens Barrichello    | Jordan-Peugeot     | 22     | Embreagem       | 8    |        |
| Ret    | 23 | Andrea Montermini     | Forti-Ford         | 22     | Pane elétrica   | 22   |        |
| Ret    | 15 | Heinz-Harald Frentzen | Sauber-Ford        | 19     | Câmbio          | 12   |        |
| Ret    | 17 | Jos Verstappen        | Footwork-Hart      | 10     | Motor           | 13   |        |
| Ret    | 16 | Ricardo Rosset        | Footwork-Hart      | 6      | Colisão         | 21   |        |
| Ret    | 18 | Ukyo Katayama         | Tyrrell-Yamaha     | 6      | Colisão         | 17   |        |
| Ret    | 2  | Eddie Irvine          | Ferrari            | 1      | Suspensão       | 5    |        |
| Fonte: |    |                       |                    |        |                 |      |        |

## Tabela do campeonato após a corrida
| Pos. | Piloto             | Pontos |
| ---- | ------------------ | ------ |
| 1    | Damon Hill         | 53     |
| 2    | Jacques Villeneuve | 32     |
| 3    | Michael Schumacher | 26     |
| 4    | Jean Alesi         | 21     |
| 5    | David Coulthard    | 13     |

| Pos. | Construtor         | Pontos |
| ---- | ------------------ | ------ |
| 1    | Williams-Renault   | 85     |
| 2    | Ferrari            | 35     |
| 3    | Benetton-Renault   | 28     |
| 4    | McLaren-Mercedes   | 23     |
| 5    | Ligier-Mugen/Honda | 12     |

- Nota: Somente as primeiras cinco posições estão listadas.